# Hugo II av Cypern
Hugo II av Cypern, född 1252, död 1267, var en cypriotisk regent. Han var Cyperns monark från 1253 till 1267. 